# リバティ (路面電車車両)
リバティ（Liberty Modern Streetcar）は、アメリカ合衆国の機械メーカーであるブルックビル・エクイップメント・コーポレーションが製造するストリートカー向け路面電車車両（部分超低床電車）である。

## 概要
ブルックビルは1918年に創業した機械メーカーで、鉄道車両の製造は1920年代から始まった。入換機関車など小運転用の内燃機関車や旧型ディーゼル機関車の更新改造を手掛ける一方、2002年からはアメリカの各都市で運行する路面電車車両・PCCカーの更新工事も行うようになった。そして2011年9月4日に、北アメリカの路面電車（ライトレール）向けのブルックビル独自の路面電車車両として発表されたのがリバティである。最初の納入先となったダラス高速運輸公社（DART）では2015年4月から営業運転を開始した。
車体は3車体連節式で、車輪が設置されていない中央の車体の両端に乗降扉が設置されており、車内の70％が低床構造となっている。車体の幅は条件に応じて2種類から選択出来、扉や座席の形状などを独自に注文することも可能である。動力源となる電気の供給は架線集電方式の他に、リチウムイオン蓄電池方式、地表集電方式（スーパーキャパシタ）から選択する事ができる。
なお、これらのうち景観に配慮した蓄電池方式が評価され、リバティはライト・レール・トランジット・アソシエーションが主催するグローバル・ライト・レール・アワード（Global Light Rail Awards）の2015年技術部門を受賞している。

## 導入先

### 営業中
- ダラス高速運輸公社（DART）（ダラス・ストリートカー） - 2015年4月から営業運転を開始[7]。
- QLine（英語版） - 2017年5月から営業運転を開始したデトロイトのライトレール路線[8]。一部路線は蓄電池を使用する非電化区間である[9]。
- The Hop（英語版） - 2018年11月2日に開通したミルウォーキーのライトレール路線[10]。
- オクラホマ・シティ・ストリートカー（英語版） - 2018年12月14日から営業運転を開始したオクラホマシティのライトレール路線[11]。赤、青、緑の3種類の塗装が導入される[12]。

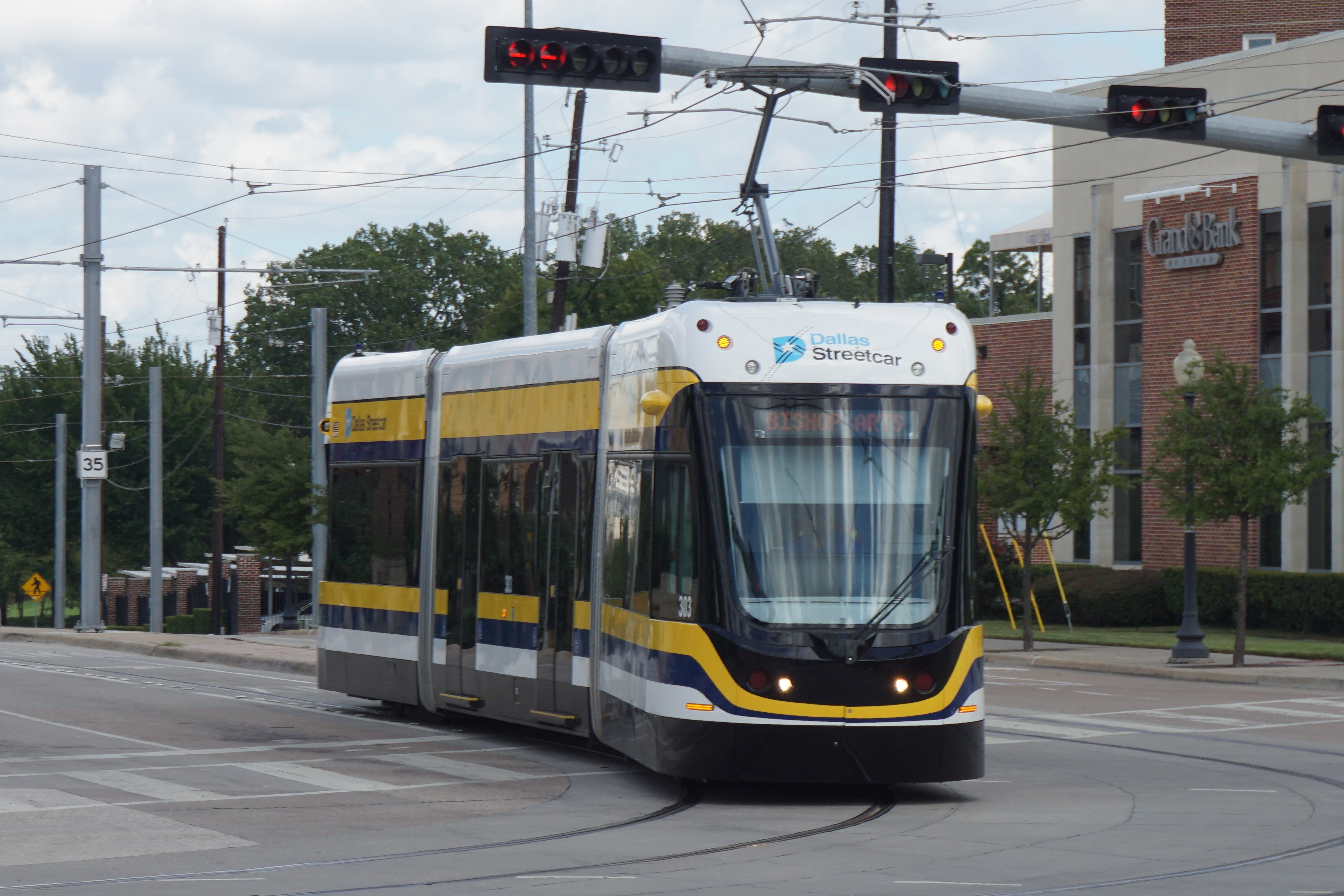
DART（ダラス・ストリートカー）
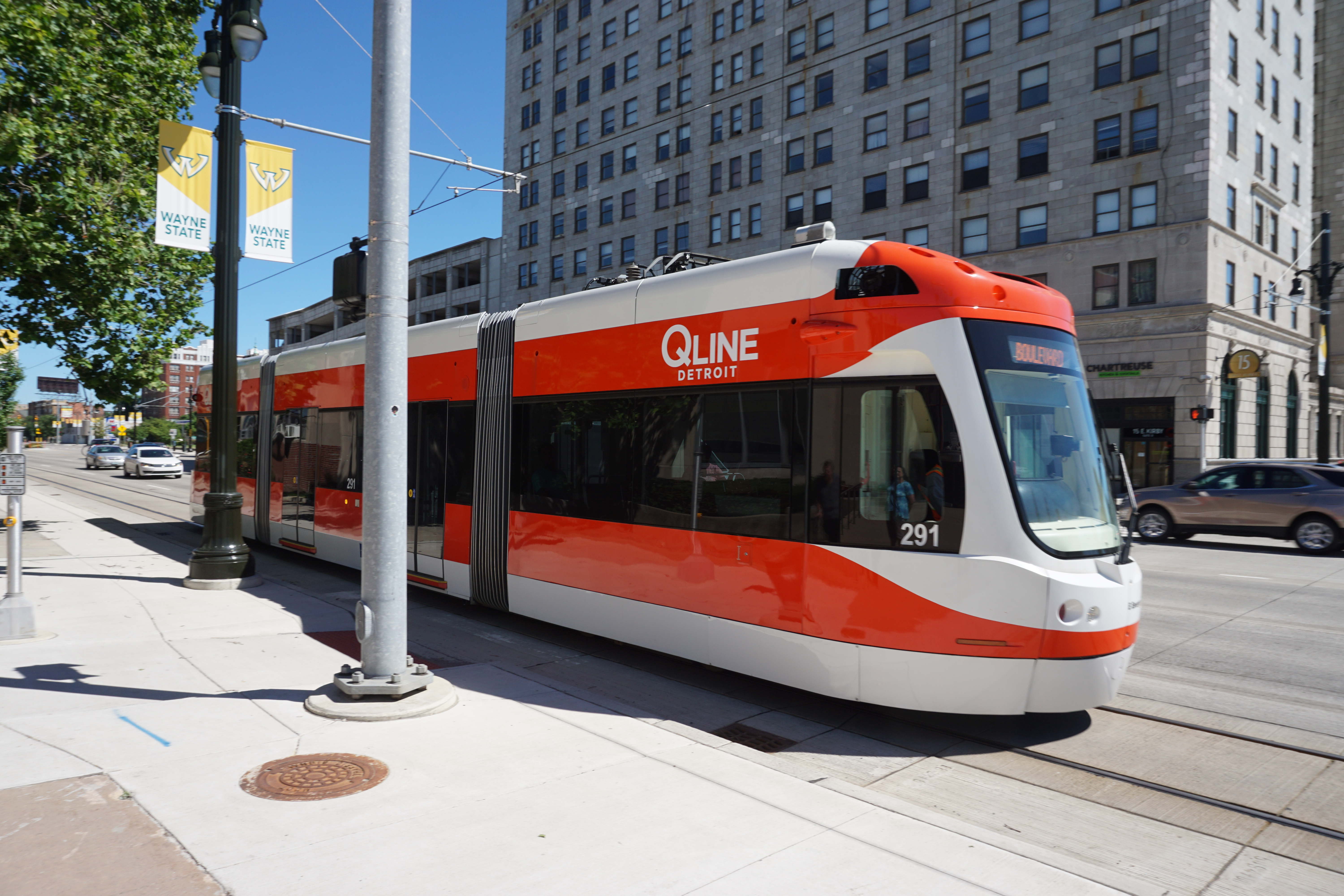
QLine（英語版）
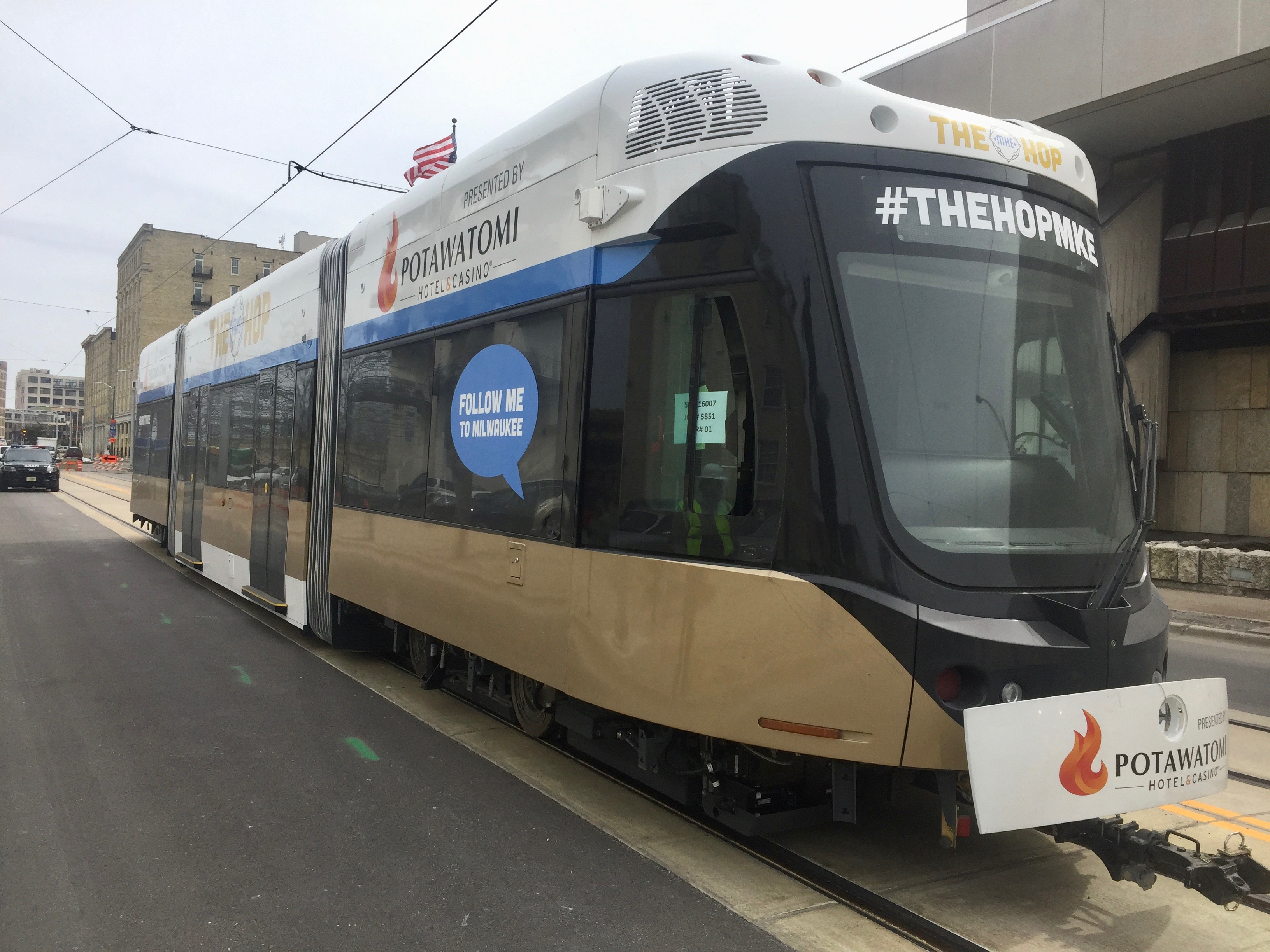
The Hop（英語版）
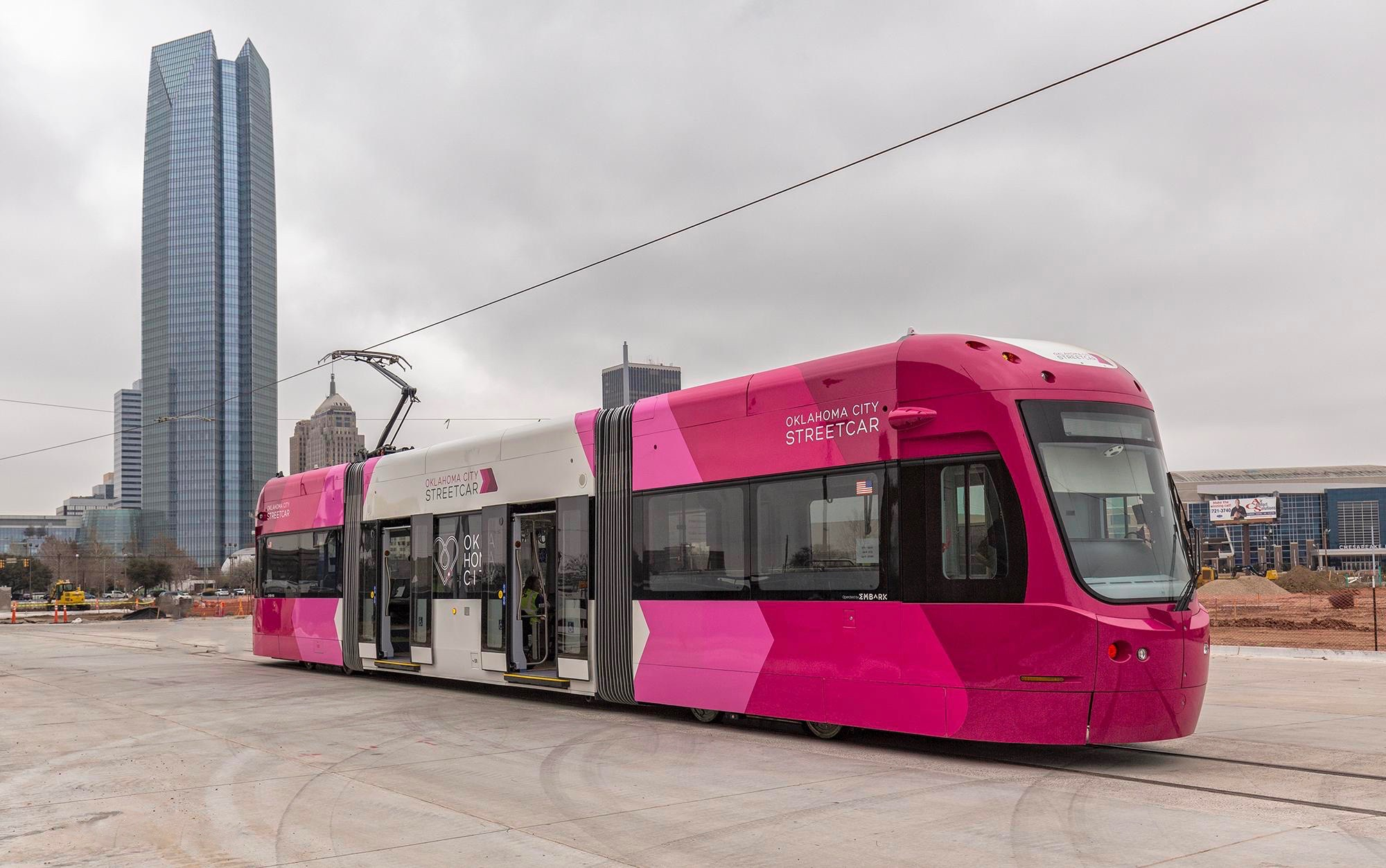
オクラホマ・シティ・ストリートカー（英語版）（赤塗装）
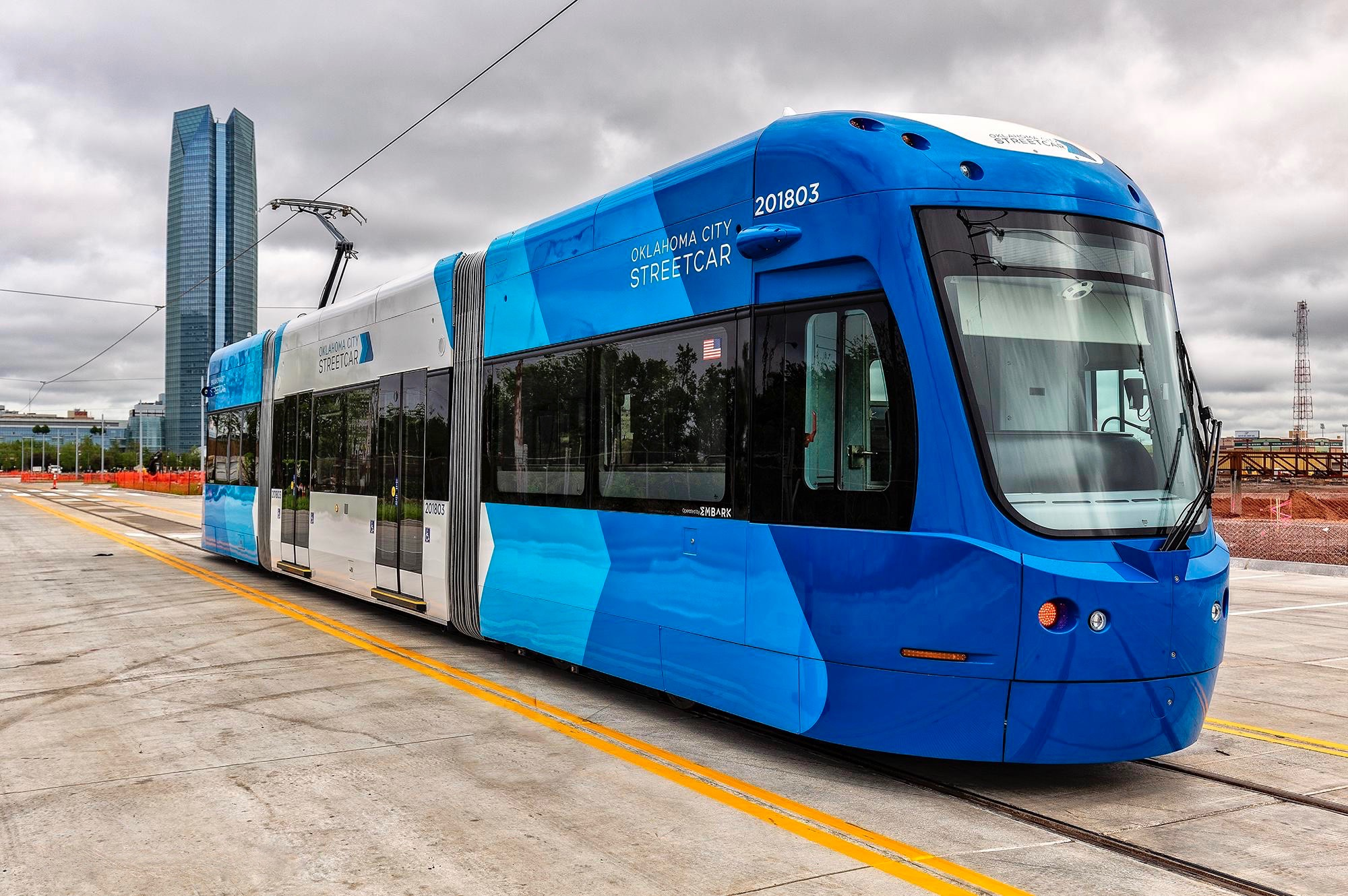
オクラホマ・シティ・ストリートカー（青塗装）

### 導入予定
- ポートランド・ストリートカー - ポートランド市内を走るライトレール路線。列車本数の増加に合わせ、2020年を目途にリバティを最大5編成導入する計画が存在する[13][14]。
- オレンジライン - タコマ市内を走るライトレール路線。2022年に実施予定の路線延長に合わせ、2017年にリバティを5編成導入する契約が交わされた[15]。
- テンピ・ストリートカー - テンピ市内に開業予定のライトレール路線。2021年の開通に合わせ、地表集電方式のリバティを6編成導入する事になっている[16]。